# فالنتينا كامارا
فالنتينا كامارا (بالإسبانية: Valentina Camara)‏ هي لاعبة كرة قدم أرجنتينية، ولدت في 18 نوفمبر 1993 في فييدما في الأرجنتين. لعبت مع نادي أتليتيكو بيلغرانو.